# Brignoles
Brignoles (en occitan provençal: [bʀiˈɲɔlɔ], écrit Brinhòla selon la norme classique ou Brignolo selon la norme mistralienne) là một xã thuộc tỉnh Var trong vùng Provence-Alpes-Côte d’Azur, Pháp. Xã này có diện tích km², dân số năm 2006 là người. Xã này nằm ở khu vực có độ cao trung bình mét trên mực nước biển.